# Jorge Buxadé
Jorge Buxadé Villalba, född 16 juni 1975 i Barcelona, är en spansk advokat och högerpolitiker som valdes in som ledamot av Europaparlamentet 2019 och som är talesperson för högerpartiet Vox sedan februari 2020.